# Kjell Johansson (tennis de table)
Pour l’article homonyme, voir Kjell Johansson.
Kjell Johansson (né le 5 octobre 1946 à Eskilstuna et mort le 24 octobre 2011 à Eksjö) est un pongiste suédois. Il était surnommé « The Hammer » (« le marteau ») en raison de la puissance de son coup droit.
Il a été champion d'Europe de tennis de table à deux reprises en 1964 et en 1966.
Il a également remporté le titre européen en double à deux reprises, en 1966 et en 1976, et trois fois le titre mondial en double en 1963, 1966 et 1976.
Il a été champion de Suède à six reprises.